# Tangen (Stange)
Tangen este o localitate din comuna Stange, provincia Hedmark, Norvegia, cu o suprafață de 0,55 km² și o populație de 503 locuitori (2013).